# NGC 3751
NGC 3751 este o galaxie lenticulară situată în constelația Leul. A fost descoperită în 5 aprilie 1874 de către Ralph Copeland⁠(d). Se află la o distanță de 135,9 de megaparseci de Pământ.